# Frédéric Joliot-Curie
Jean Frédéric Joliot-Curie (Parigi, 19 marzo 1900 – Parigi, 14 agosto 1958) è stato un fisico francese.
In suo onore un cratere lunare venne denominato Joliot.

## Biografia
Nato Jean Frédéric Joliot e laureatosi alla Scuola superiore di fisica e chimica industriale della città di Parigi, nel 1925 divenne assistente di Marie Curie presso l'Istituto Curie. Innamoratosi della figlia Irène Curie, i due si sposarono e subito dopo il loro matrimonio, nel 1926, cambiarono entrambi i loro cognomi in Joliot-Curie ed ebbero due figli, divenuti anche loro scienziati, Hélène Langevin-Joliot (1927), fisica nucleare, e il biochimico Pierre Joliot (1932). Su insistenza di Marie, Joliot conseguì un secondo baccalaureato, un bachelor e un dottorato in scienze elaborando una tesi sull'elettrochimica dei radioelementi.
Nel periodo in cui insegnò alla facoltà di scienze di Parigi collaborò con sua moglie nell'attività di ricerca sulla struttura dell'atomo, in particolare sul nucleo atomico, dando un contributo essenziale alla scoperta del neutrone. Nel 1935 furono entrambi insigniti del premio Nobel per la chimica.
Nel 1935 lasciò l'Istituto Curie per insegnare al Collège de France lavorando sulle reazioni a catena e sulla costruzione di un reattore nucleare basato sulla fissione nucleare per generare energia attraverso l'uso di uranio e acqua pesante. Joliot fu uno degli scienziati menzionati nella lettera Einstein-Szilárd inviata a Franklin Roosevelt come uno dei maggiori studiosi delle reazioni a catena. La seconda guerra mondiale, però, bloccò fortemente la ricerca di Joliot.
Nel periodo dell'invasione nazista della Francia nel 1940, Joliot nascose tutta la documentazione del proprio lavoro svolto consegnandola ai colleghi Hans von Halban e Lew Kowarski che fuggirono in Inghilterra. Durante l'occupazione francese prese attivamente parte alla resistenza come membro del Front national.

### Dopoguerra
Dopo la Liberazione, Frédéric Joliot fu direttore del Centre national de la recherche scientifique e divenne il primo Alto commissario per l'energia atomica della Francia. Nel 1948 sovrintese la costruzione del primo reattore nucleare francese. Fervente comunista, venne sollevato dai suoi incarichi nel 1950 per ragioni politiche. Joliot-Curie fu anche uno degli undici firmatari del Manifesto Russell-Einstein nel 1955. Pur mantenendo la sua cattedra al Collège de France, alla morte di sua moglie nel 1956 ne rilevò il ruolo di direttore di fisica nucleare alla Sorbona. Morì due anni dopo di lei, anch'egli per la prolungata esposizione alla radioattività.
Frédéric Joliot fu un membro dell'Accademia francese delle scienze e dell'Accademia di medicina, oltre a essere nominato commendatore della legion d'onore. Vinse il premio Stalin per la pace nel 1950 per il lavoro svolto come presidente del consiglio mondiale della pace. Dedicò gli ultimi anni della sua vita alla creazione di un centro di fisica nucleare a Orsay, luogo in cui i figli Hélène Langevin-Joliot e Pierre Joliot vennero educati.